# Lesopitron
{{Drugbox-lat
| IUPAC_name = 2-{4-[4-(4-hloro-1H-pirazol-1-il)butil]piperazin-1-il}pirimidin
| image = Lesopitron.png
| width =
| image2 =
| width2 =
| tradename =
| pregnancy_category =
| legal_status = Nije kontrolisana supstanca
| routes_of_administration = Oralno
| bioavailability =
| metabolism =
| elimination_half-life =
| excretion =
| CAS_number_Ref =  
| CAS_number = 132449-46-8
| ATC_prefix = none
| ATC_suffix =
| PubChem = 60813
| IUPHAR_ligand =
| ChEMBL_Ref =
| ChEMBL =
| DrugBank_Ref =
| DrugBank =
| ChemSpiderID = 54801
| UNII_Ref =  
| UNII = H1CGM4755H
| C=15 | H=21 | Cl=1 | N=6
| molecular_weight = 320,82 g/mol
| smiles = Clc1cn(nc1)CCCCN3CCN(c2ncccn2)CC3
| StdInChI_Ref =  
| StdInChI =
| StdInChIKey_Ref =  
| StdInChIKey =
}}
Lesopitron (E-4424) je selektivni pun agonist  receptora koji je strukturno srodan sa azapironima. On je bio u razvoju kao anksiolitik za tretman generalizovanog anksioznog poremećaja. Dospeo je do faze II kliničkih ispitivanja, ali je razvoj prekinut.